# DJ Khaled
Khaled Mohamed Khaled, conhecido como DJ Khaled (Nova Orleães, Louisiana, 26 de novembro de 1975), é um entertainer, DJ, produtor musical, produtor-executivo musical e hype man norte-americano, de origem palestina. Foi o DJ oficial da gravadora Terror Squad de Fat Joe e Slip-n-Slide de Rick Ross. DJ Khaled geralmente tem uma participação vocal muito limitada nas suas próprias  músicas.
Em 2017, onze anos depois de ter lançado o seu primeiro single que entrou na Billboard Hot 100, alcançou especial sucesso: os seus singles "I'm The One" (com Justin Bieber, Quavo, Chance the Rapper e Lil Wayne) e "Wild Thoughts" (com Rihanna e Bryson Tiller) alcançaram o nº 1 e o nº 3, respectivamente, naquela parada americana. "I'm The One" chegou também ao nº 1 em terras britânicas. O álbum de "I'm The One" e "Wild Thoughts", Grateful, chegou igualmente ao topo da principal parada de álbuns dos EUA, a Billboard 200, durante duas semanas consecutivas. Apesar disso, não foi o álbum mais vendido dessas duas semanas no país, em termos tradicionais.
Em agosto de 2017, "I'm The One" foi o vencedor do prêmio Choice R&B/Hip Hop Song no Teen Choice Awards.

## Discografia

### Álbuns de estúdio
- Listennn... the Album (2006)
- We the Best (2007)
- We Global (2008)
- Victory (2010)
- We the Best Forever (2011)
- Kiss the Ring (2012)
- Suffering from Success (2013)
- I Changed a Lot (2015)
- Major Key (2016)
- Grateful (2017)
- Father of Asahd (2019)
- KHALED KHALED (2021)
- God Did (2022)